# Вояди
Вояди́ (рос. Вояды, башк. Вояҙы) — село у складі Янаульського району Башкортостану, Росія. Адміністративний центр Воядинської сільської ради.
Населення — 395 осіб (2010; 440 у 2002).
Національний склад:
- башкири — 94 %